# Capitalismo clientelista
O capitalismo clientelista, ou capitalismo de compadrio, é um termo que descreve uma economia em que o sucesso nos negócios depende das estreitas relações entre os empresários e classe política. Isto pode ser demonstrado pelo favoritismo na distribuição de autorizações legais, nos subsídios do governo, nos incentivos fiscais especiais, ou outras formas de dirigismo. Acredita-se que capitalismo clientelista surja quando o fisiologismo político transborda para o mundo empresarial; as amizades interesseiras e os laços familiares entre os empresários e o governo influenciam a economia e a sociedade na medida em que corrompe os ideais de bem público econômico e político.
O termo "capitalismo clientelista" teve um impacto significativo na esfera pública como uma explicação da crise financeira asiática de 1997. Também é usado em todo o mundo para descrever praticamente quaisquer decisões governamentais que favoreçam os "companheiros" das autoridades do governo. Em muitos casos, o termo é utilizado alternadamente com bem-estar corporativo; na medida em que existe uma diferença, este último pode ser restrito apenas aos subsídios diretos do governo às grandes corporações, excluindo brechas fiscais e todo o tipo de decisões regulamentares e comerciais, o que, prática pode ser muito maior do que quaisquer subsídios diretos.
Deve-se notar que, embora possa ser considerado uma forma de capitalismo, o "capitalismo" clientelista e seu fisiologismo são opostos ao conceito de livre mercado pregado pelos liberais.
Apesar do problema ser aceito de todos os lados do espectro político, a ideologia obscura um entendimento das causas do problema e, por consequência, das suas soluções. As visões políticas situam-se em dois campos, que podem ser chamados da crítica socialista e da crítica capitalista. O posicionamento socialista é de que governos democráticos devem regular interesses econômicos, sobretudo dos mais ricos, de modo a retundir o surgimento de monopólios. O posicionamento capitalista é de que os "monopólios naturais" são raros, de maneira que regulações governamentais assistem os interesses financeiros estabelecidos por restringir a competição.